# Roberto Clemente
Pour les articles homonymes, voir Clemente.
Roberto Clemente, né le 18 août 1934 à Carolina (Porto Rico) et mort le 31 décembre 1972, était un joueur des Ligues majeures de baseball. Il a passé toute sa carrière avec les Pirates de Pittsburgh dans la Ligue nationale. Il meurt à 38 ans lors d'une catastrophe aérienne.

## Carrière de baseball
Clemente a commencé sa carrière professionnelle avec les Crabbers de Santurce à Porto Rico. Il a frappé 0,288 lors de sa première saison complète avec l'équipe. Pendant une série, un entraîneur des Brooklyn Dodgers a offert un contrat à Clemente pour jouer avec son équipe en ligue Triple A. Il fut transféré aux Royaux de Montréal. Lors du repêchage amateur en 1954 Clemente fut sélectionné par les Pirates de Pittsburgh. 

### Ligue majeure

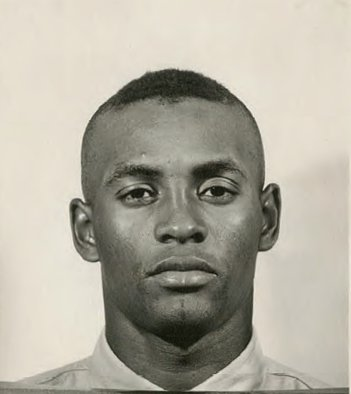
Photo de Clemente en 1958 lors de son service avec les US Marines.

Clemente a joué son premier match le 17 avril 1955. Clemente a frappé une moyenne de 0,255 avec 5 circuits et 47 points produits. En 1956 il a frappé une moyenne de 0,311, la première des 13 saisons qu'il frappera une moyenne supérieure à 0,300. Entre 1957 et 1959 il a enregistré trois moyennes au-dessous de 0,300, mais est revenu en 1960 avec une moyenne de 0,314. Lors de cette même saison, les Pirates ont remporté la Ligue nationale et la Série Mondiale face aux Yankees de New York. En 1961 il a mené la Ligue nationale à la moyenne au bâton avec une moyenne de 0,351, ce fut également la première fois qu'il avait frappé plus de 10 circuits en une saison. Sa moyenne de 0,312 fut classée 8e en 1962 mais sa moyenne de 0,320 fut classée deuxième en 1963. En 1964 et en 1965 il a mené la ligue, et en 1964, il a mené la ligue avec 211 coups sûrs.  En 1966, il a dépassé ses records personnels avec 29 circuits, 119 points produits 105 points marqués. Toutes ces trois statistiques furent les meilleures de sa carrière. À la fin de la saison il a remporté le vote pour le meilleur joueur des Ligues majeures 218 points contre 208 points pour le joueur en seconde place Sandy Koufax. En 1967 il a encore mené la Ligue en coups sûrs.
Clemente était une excellent frappeur, mais son jeu défensif était aussi remarquable. Il a gagné 12 gants dorés d'affilée en tant que joueur de champ extérieur avec les Pirates. Douze fois en treize saisons, il fit partie de l'équipe des étoiles.
En 1971 les Pirates ont de nouveau remporté la Série de la Ligue nationale et ont rencontré les Orioles de Baltimore lors de la Série Mondiale. Clemente a mené l'équipe à une victoire 4 matchs à 3, avec une moyenne de 0,414, 2 circuits, 2 doubles et un triple et fut élu le Joueur le plus utile de la Série mondiale.
Il n'a joué que 102 matchs en 1972 mais a enregistré une moyenne de 0,312. Lors de son dernier match de la saison, il a frappé un double face aux Mets de New York, c'était son 3000e coup sûr en carrière, il fut à cette époque là le 11e joueur à accumuler 3 000 coups sûrs en carrière. Les Pirates se sont qualifiés pour les Séries éliminatoires et Clemente a joué son dernier match contre les Reds de Cincinnati où il a enregistré un coup sûr et un but-sur-balles en 4 présences au bâton.

## Mort
Le 31 décembre 1972 son avion s'écrase alors qu'il voyageait au Nicaragua pour livrer de la nourriture. Son corps n'a jamais été retrouvé. La saison suivante, en 1973, il est admis au Temple de la renommée du baseball. Depuis 1973, la ligue majeure de baseball désigne des lauréats du prix Roberto Clemente pour honorer le joueur qui fait le plus de « travail charitable ».
En carrière, Clemente fut le 11e joueur à enregistrer 3 000 coups sûrs. Depuis 1950 il est classé 1er pour les triples et 7e pour la moyenne au bâton.
Le frère aîné de Roberto Clemente, Justino Clemente, a visité le Temple de la renommée du baseball en 2018, et a donné un aperçu de la barrière de la langue et du racisme auxquels Roberto Clemente a été confronté. Justino Clemente est décédé en mars 2025 à l'âge de 97 ans.